# Kościół Marcina Lutra w Siemianowicach Śląskich
Kościół Marcina Lutra w Siemianowicach Śląskich – zabytkowy kościół parafii ewangelicko-augsburskiej w Siemianowicach Śląskich. 
Świątynia mieści się przy ulicy Stanisława Wyspiańskiego w dzielnicy Centrum. Powstał on w latach 1893–1895 i był świątynią dla wspólnoty ewangelickiej do 1945 roku, po czym został on przekształcony w kościół rzymskokatolicki. W latach 1946–2000 kościół był w posiadaniu sióstr wizytek (wbrew protestom ewangelików) a po ich opuszczeniu wrócił on do parafii ewangelickiej. 10 listopada 2010 roku kościół został wpisany do rejestru zabytków.

## Historia

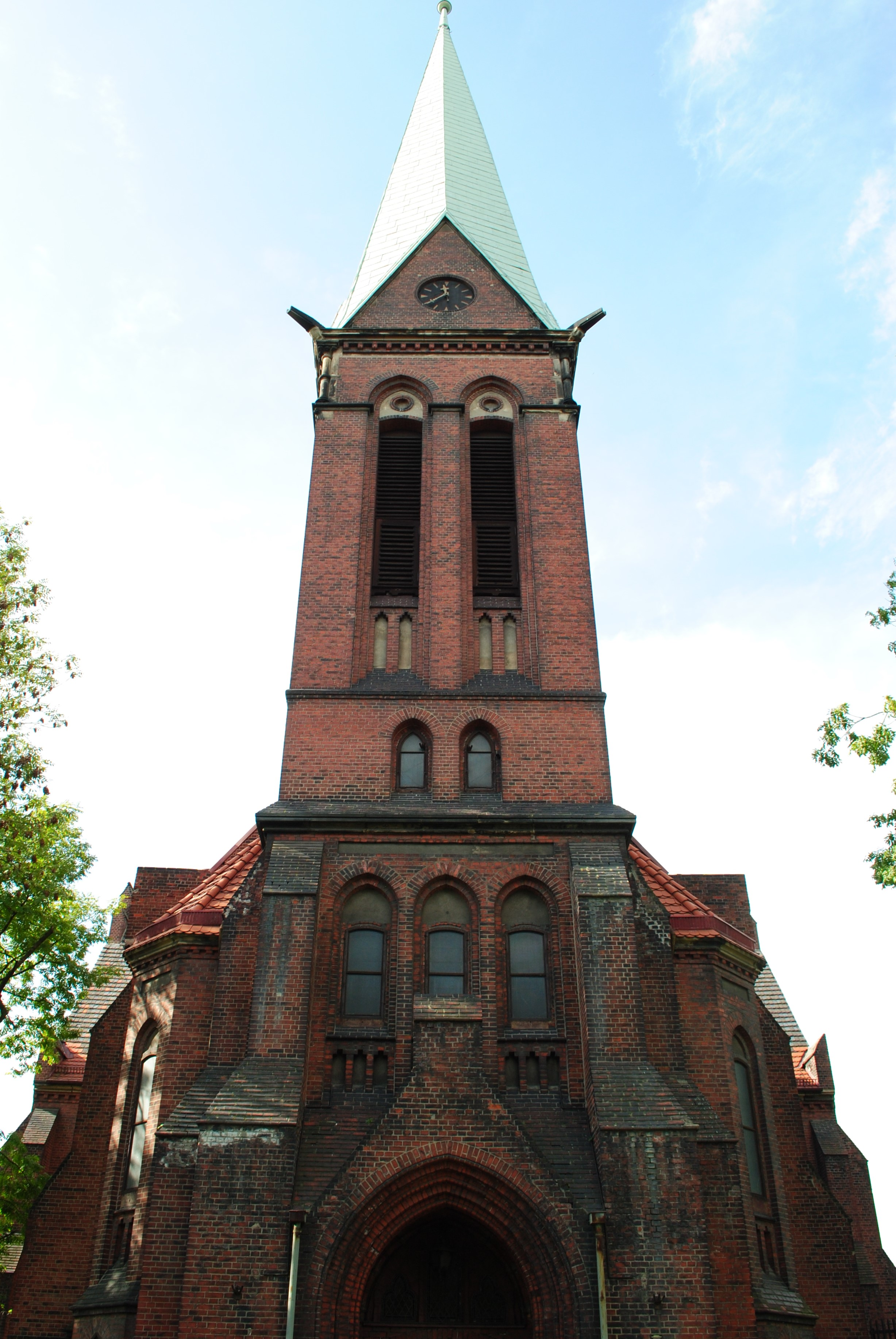
Kościół ewangelicki od frontu

W latach 30. XIX wieku do Huty Laura zaczęły przyjeżdżać ewangelicy, lecz najbliższy kościół znajdowała się wówczas w Królewskiej Hucie (obecnie Chorzów). W związku z przyrostem liczby wyznawców zdecydowano o budowie na miejscu nowego kościoła. Gminę laurahucką wsparły finansowo pobliskie gminy ewangelickie. W 1883 roku podczas święta ku czci Marcina Lutra zebrano około 50 tys. marek.  
Projekt kościoła ewangelickiego opracował powiatowy inspektor budowlany z Pszczyny – Franz Posern. Dnia 20 kwietnia 1893 roku położono kamień węgielny pod budowę świątyni. Budowę świątyni ukończono 20 stycznia 1895 roku. Wyposażenie świątyni zostało wykonane przez firmy: Schlag & Sohne ze Świdnicy (organy), Türcke & Schlein z Żytawy (witraże) i Bochumer-Stahlwerk Verein (dzwony). W 1920 roku ściany transeptu i łuk tęczowy kościoła zostały pokryte freskami wykonanymi przez Williego Fitznera i Margarethe Spindler-Hahn (Sąd Ostateczny, Raj, Potępieni). Freski te nie zachowały się do dziś – zostały usunięte po 1945 roku, gdy świątynia została odebrana luteranom. Łączny koszt budowy kościoła wyniósł 161 tysięcy marek. 
Po II wojnie światowej Rada Narodowa Miasta Siemianowice Śląskie w dniu 29 marca 1945 roku podjęła decyzję o konfiskacie kościoła pod pretekstem rzekomego wykrycia magazynu broni palnej pod ołtarzem w sierpniu 1939 roku, a także oświadczenia polskich ewangelików, że w mieście jest ich zbyt mało, by byli w stanie utrzymać budynki parafii.  Decyzja ta nie miała podstawy prawnej. Świątynia została 23 lipca 1945 roku przekazania rzymskokatolickiej parafii Świętego Krzyża. 14 sierpnia tego samego roku do parafii Św. Krzyża przyszło pismo z katowickiej kurii z prośbą Sztabu Wojskowego Jednostki Polowej nr 70638 o adaptację świątyni na kościół garnizonowy. W późniejszym czasie dokonano poświęcenia kościoła p.w. Najświętszego Serca Pana Jezusa. 
13 maja 1946 roku wpłynęła prośba o przekazanie świątyni ojcom salezjanom celem utworzenia w kościele ewangelickim zakładu wychowawczego dla młodzieży, a w listopadzie 1946 roku w kościele osiadły repatriantki z Wilna – siostry wizytki. W czasie pobytu sióstr wizytek, pomiędzy klasztorem (w budynku probostwa) a kościołem powstało kryte przejście, a także zamknięto jedno ramie transeptu celem urządzenia kaplicy Wieczystej Adoracji. Ambona została zdemontowana, a freski usunięte. Przez cały okres powojenny ewangelicy bezskutecznie dopominali się o zwrot zabranego im kościoła, a ich własność potwierdzały wyroki sądów. 
W listopadzie 1985 roku rozpoczęto renowację organów przez zespół dwóch organmistrzów: Marka Urbańczyka oraz Mieczysława Klonowskiego. Prócz prac konserwatorskich rozbudowano instrument o dodatkowe skrzydła wież piszczałkowych. W 2000 roku kościół został opuszczony przez siostry wizytki, po czym został on zwrócony gminie ewangelickiej. 10 listopada 2010 roku kościół wpisano do rejestru zabytków. Po 2000 roku wykonano w kościele prace remontowe,  tym przebudowę i wzmocnienie kominów, częściową wymianę pokrycia dachowego, a także zdemontowanie drewnianej ściany oddzielającej północne ramie transeptu.

## Architektura i wyposażenie

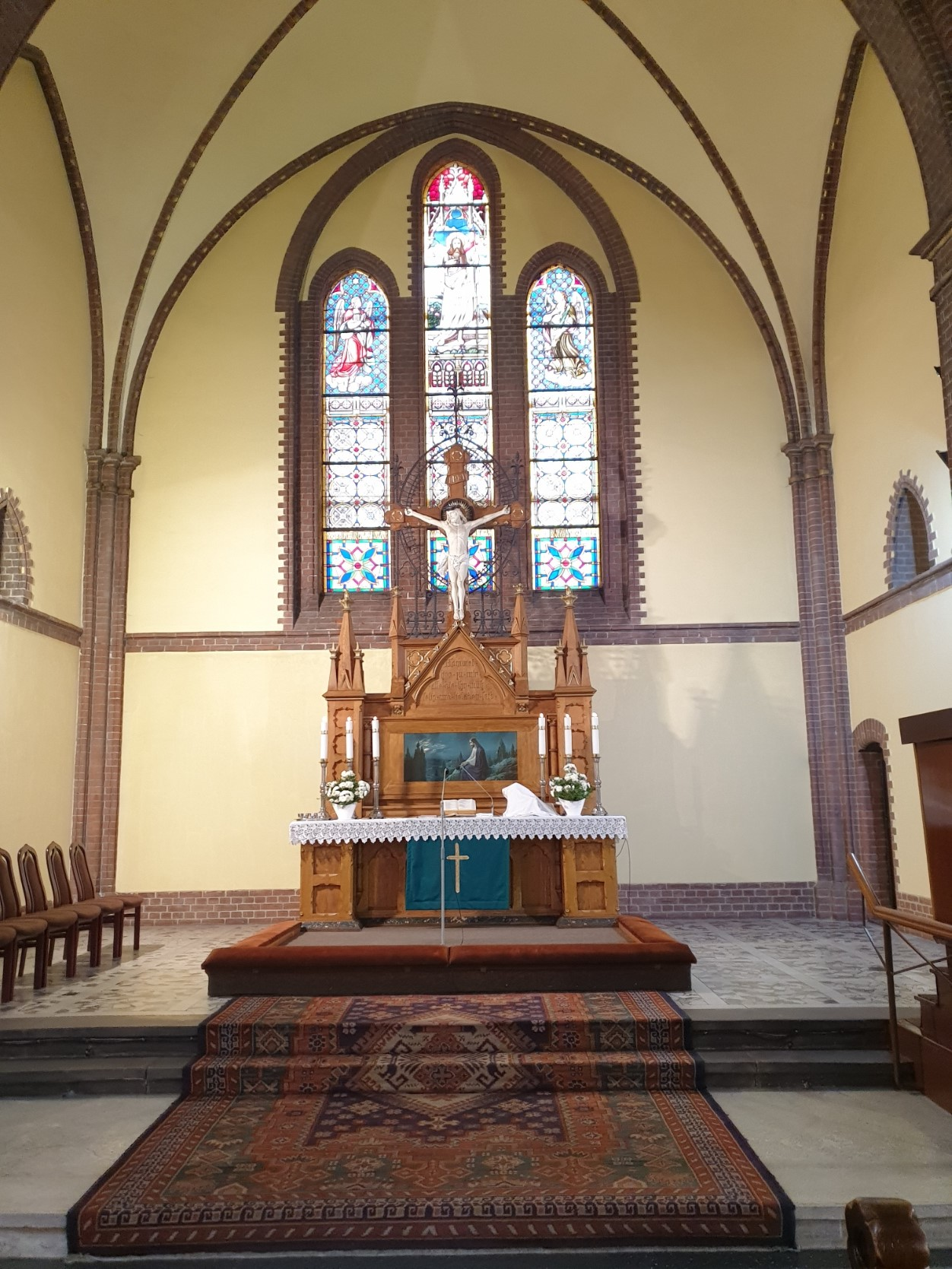
Wnętrze, ołtarz (2021)

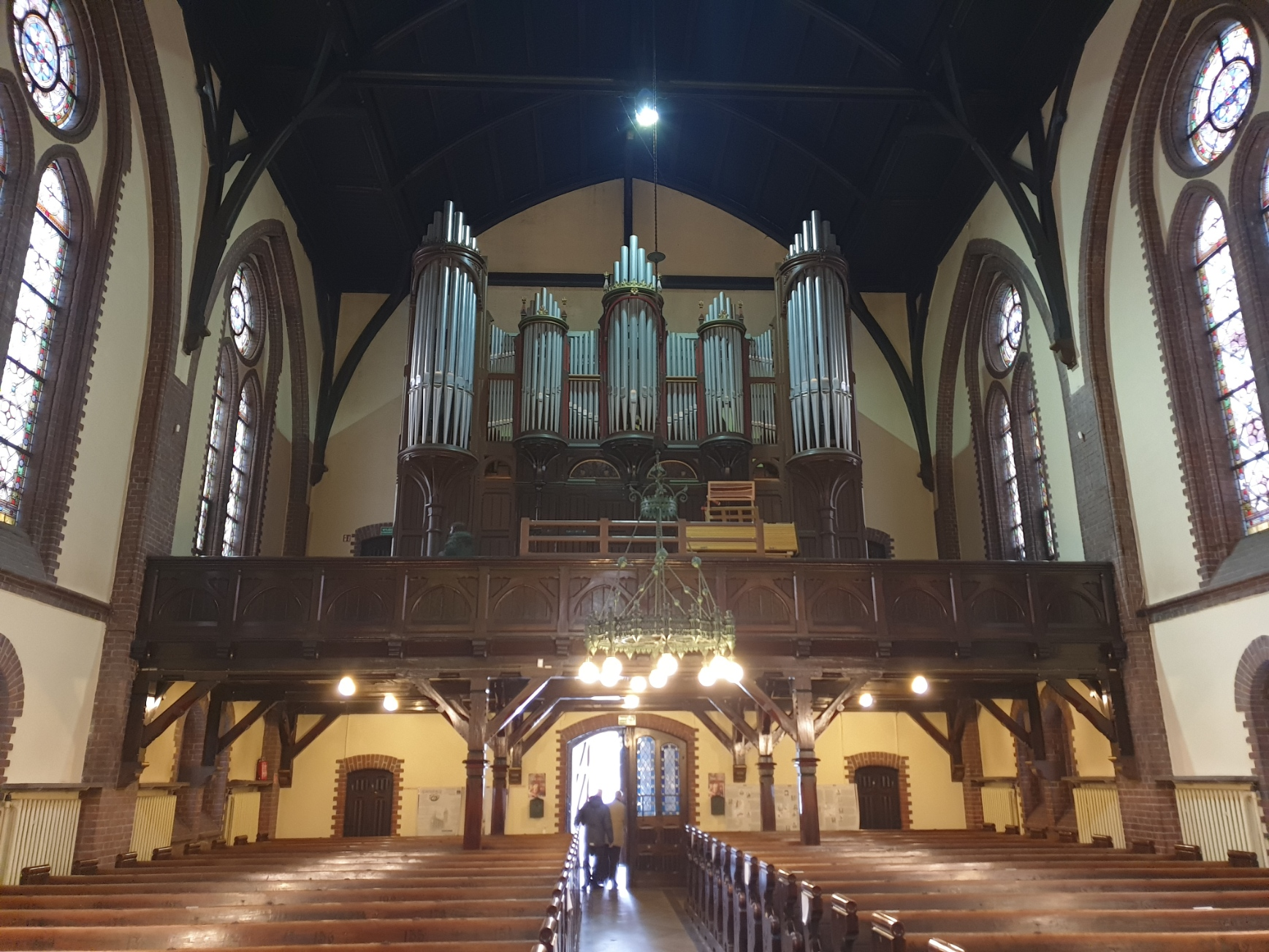
Wnętrze, empora i organy (2021)

Kościół powstał w stylu neogotyckim. Jest on obiektem murowanym z cegły, ze ścianami wzmocnionymi skarpami. Kościół powstał na planie krzyża łacińskiego z transeptem. Na osi fasady znajduje się czworoboczna, dwukondygnacyjna wieża pokryta ośmiokątnym hełmem kryty blachą wieżą. Jest on jednonawowy i podpiwniczony. W ramionach transeptu wybudowano empory. Dach świątyni jest dwuspadowy, pokryty dachówką. Prostokątne okna kościoła są mocno wydłużone, zamknięte ostrymi łukami.
Posiada on jednorodny stylistycznie wystrój o surowym, typowym dla świątyń ewangelickich, surowym charakterze. Posadzka kościoła wykonana jest z barwnego lastriko, ułożonego w geometryczne wzory. Sklepienie prezbiterium jest krzyżowo-żebrowe. Chór został wykonany z drewna, wsparty na filarach, ze zdobioną balustradą. 
Kościół posiada witraże, organy, a na wieży kościelnej zegary. Ambona została umieszczona się po prawej stronie, przy prezbiterium. Trzy dzwony zostały zamówione w darze dla kościoła przez braci Wilhelma i Richarda Fitznerów. Znajdująca się w kościele neogotycka chrzcielnica wzorowana jest na wittenberskiej. Chrzcielnica ta jest w kształcie sześciokąta foremnego i składa się z trzech części: czary, trzonu i bazy. W centralnej części kościoła znajduje się neogotycki, drewniany ołtarz. Środkową, najwyżej wysuniętą część stanowi żelazny, ażurowy krzyż z ukrzyżowanym Jezusem Chrystusem, wpisany w ozdobną, podwójną elipsę z kutego żelaza.